# 513 a. C.
El año 513 a. C. fue un año del calendario romano prejuliano. En el Imperio Romano, fue conocido como el año 241 Ab Urbe condita.

## Acontecimientos
- Primera mención escrita del hierro fundido en China.
- Primera mención de las tribus tracias por Heródoto.
- Consulado de Flavio Probo, Flavio Tauro Clementino y Armonio Clementino en Roma

- Datos: Q241979